# Beloslavské jezero
Beloslavské jezero (bulharsky Белославско езеро, Beloslavsko ezero), dříve Gebedženské jezero (bulharsky Гебедженско езеро, Gebedžensko ezero), je jezero a estuár Provadijské řeky, západně od Varenského jezera, s nímž je spojeno uměle vykopaným kanálem. Ze západu je ohraničeno Devenskou nížinou. 
Jeho rozloha je asi 10 km², šířka od 0,5 do 3,5 km, délka až 8 km a maximální hloubka 14 m. Jeho břehy jsou nízké, porostlé bažinatou vegetací. Do jeho jihozápadní části se vlévá Provadijská řeka.
Jezero má důležitý dopravní význam. V jeho západní části byl vybudován přístav Varna-Zapad s trajektovým spojením s přístavem Čornomorsk na Ukrajině. Na severozápadním pobřeží byl vybudován chemický komplex Devňa. Jeho vody jsou znečišťovány průmyslovými podniky.

## Historie
Ještě počátkem 20. století bylo jezero sladkovodní především díky pramenům vyvěrajícím na jeho dně. Žilo zde velké množství sladkovodních ryb. V roce 1921 byl na odtoku dokončen tzv. dočasný kanál, v důsledku čehož se snížila hladina jezera o 2,2 m a jezero se začalo pomalu zasolovat.
V návaznosti na výstavbu vodní cesty pro námořní lodě do Varenského jezera v letech 1970–76, bylo rozhodnuto průplav prodloužit až k chemickému kombinátu Devňa (v současnosti „Sodi Devňa“), což odpovídalo politice plánovaného hospodářství uplatňované komunistickým vedením země. Prodloužením průplavu v letech 1976–78 se slanost jezera ještě zvýšila a dosáhla přibližně 10 ‰, v letních měsících s vysokým výparem až 17 ‰. Nastala ekologická katastrofa, protože všechny sladkovodní organismy v jezeře odumřely, čímž došlo ke zničení ostatních přírodních útvarů. V jezeře občas uhynou i delfíni, kteří sem vplují, protože voda není dostatečně slaná; přežívají zde pouze medúzy.